# Бориспольская городская община
Бориспольская городская община (укр. Бориспільська міська громада) —  территориальная община в Бориспольском районе Киевской области Украины. 
Административный центр — город Борисполь.
Площадь — 527,70 км², население — 80165 жителей (2020 год).
Создана 12 июня 2020 года путем объединения Бориспольской городского совета и Глубоковского, Иванковского, Кучаковского, Любарецкого, Рогозовского, Сеньковского сельских советов Бориспольского района.

## Населённые пункты
В состав общины входят 19 населённых пунктов, в том числе 1 город (Борисполь) и 18 сёл:
- Андреевка
- Артёмовка
- Великая Старица
- Глубокое
- Горобиевка
- Городище
- Григоровка
- Иванков
- Кириевщина
- Кучаков
- Лебедин
- Любарцы
- Малая Старица
- Перегуды
- Рогозов
- Сеньковка
- Сулимовка
- Тарасовка